# Jacques Robelin
Pour les articles homonymes, voir Robelin.
Jacques Robelin est un maître maçon parisien, né en 1605 à Paris, et mort 15 novembre 1677 à Bassens, près de Bordeaux.

## Biographie
Jacques Robelin est le descendant de deux vieilles familles de maçons parisiens. Il était le fils de Jonas Robelin et d'Alix Boullet, fille de Martin Boullet (1560-1630), et le frère d'Adam Robelin, et probablement de Marc Robelin. Les familles Robelin et Boullet s'étaient associées pour exécuter les piles du pont de Toulouse en 1619. Les fils de Martin Boullet, Jacques, puis François dit le Jeune se sont succédé sur le chantier où ils ont rencontré François Mansart.
Le 26 octobre 1632, il est à Toulouse pour solder les comptes du pont Neuf de Toulouse. Il y restee jusqu'en mars 1633 pour la clôture des comptes des travaux du pont Neuf.
Il épousa, en 1636, Marguerite Mouflart. Il travaille cette année-là à l'hôtel d'Effiat, rue Vieille-du-Temple, à Paris (détruit en 1882).
En 1639, il est appelé à Bordeaux par l'archevêque Henri de Sourdis. 
En 1648, avec son frère Adam, il fait un devis pour construire une maison, rue Saint-Jacques, à Paris. Ensemble, ils ont réalisé l'hôtel de Sourdéac, rue Garancière, à Paris.
En 1629, Anne de Tauzia avait fait par voie testamentaire un legs important pour établir à Bordeaux un hôpital ou un hôtel-Dieu. En 1634, les jurats décident de l'implanter quai de Paludate. Ils souhaitent en faire un hôpital des métiers. Cet hôpital va s'appeler hôpital de la Manufacture parce que les convalescents pouvaient faire des travaux de leurs mains. L'architecte est Lemercier, probablement Jacques Lemercier, qui a fait les plans et commencé les travaux. Jacques Robelin intervient, à partir de 1656, avec l'architecte Pierre Duplessy-Michel. Dès 1658, l'hôpital a reçu les premiers pensionnaires. L'hôpital est terminé en 1661

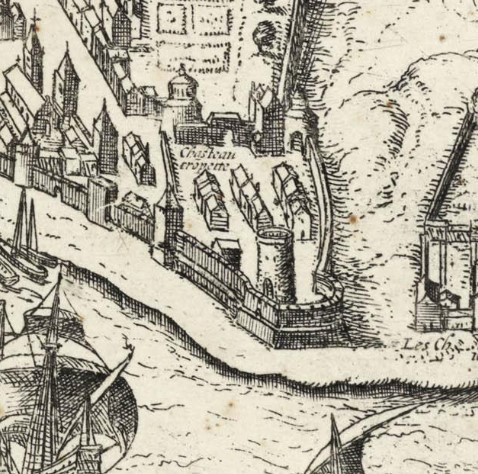
Le château Trompette en 1574.

Par contrat du 11 juillet 1656[réf. souhaitée], il est chargé avec Pierre-Michel, sieur Duplessis, des travaux de reconstruction du vieux Château Trompette. Ces travaux ont d'abord été conduits à partir des plans de l'ingénieur du roi Pierre de Conty d'Argencour, décédé à Bordeaux le 3 mai 1655, puis de son successeur, son ancien ingénieur adjoint, André de Serre, lui-même remplacé par l'ingénieur Poupart entre 1661 et 1664. À la suite d'effondrements, Louis Nicolas de Clerville vient à Bordeaux le 28 mai 1664. Il modifia les plans et nomma comme ordonnateur des travaux Nicolas Desjardins. Ces nouveaux plans ont doublé la surface du château Trompette. Desjardins est licencié en 1670 pour désobéissance à Clerville. Le château est achevé en 1685 suivant des dessins des dehors de Vauban. Ce château n'a jamais été attaqué. Il avait plus pour but de contrôler la ville qui s'était rebellée pendant la Fronde. Son décor architectural était d'une qualité peu courante pour une forteresse.

## Famille
Il a eu de son mariage :
- une fille, Marie-Madeleine Robelin, qui s'est mariée le 7 juin 1665 avec Antoine Leblond de Latour.
- un fils, Jacques Robelin le jeune, né à Paris, en 1636, mort à Bassens, le 1er avril 1686, qui a continué avec Michel Duplessis les travaux au château Trompette[9]. Il était architecte du roi, maître et conducteur des œuvres de maçonnerie en Guienne.